# Rakke kommun
Rakke vald är en kommun i Estland.   Den ligger i landskapet Lääne-Virumaa, i den centrala delen av landet, 100 km sydost om huvudstaden Tallinn. Antalet invånare är 1 924. Arean är 226 kvadratkilometer.
Terrängen i Rakke vald är platt.
Följande samhällen finns i Rakke vald:
- Rakke
- Salla
- Liigvalla